# Bewegingscompensator
Een bewegingscompensator (Engels: motion sensor) is een apparaat dat de bewegingen van een schip registreert en stuurt de compensatie-informatie door naar het multi- of singlebeam echolood. De bewegingscompensator bestaat uit meerdere gyrotollen. Dit systeem compenseert voor bewegingen in alle zes mogelijke vrijheidsgraden, te weten:
- Lineaire bewegingen
  - Schrikken (surge), voor naar achter
  - Dompen (heave), op en neer
  - Verzetten (sway), zijwaarts
- Draaiende bewegingen
  - Slingeren (yaw), boeg van links naar rechts
  - Gieren (roll), rolt het schip van links naar rechts
  - Stampen (pitch), boeg op en neer

## De werking van de gyrotol
Stel dat u naar de horizon in het noorden kijkt. Als het noordelijke deel van de as nu boven de horizon komt, krijgt u door de kwikvaten die aan de tolas zijn bevestigd een precessie en draait de tolas zich naar het westen. Als het noordelijke gedeelte onder de horizon komt gebeurt het omgekeerde en draait de tolas naar het oosten. Hoe verder de as boven of onder de horizon staat, des te groter de precessie en hoe sterker de tol naar het oosten of het westen wil draaien. De as komt boven of onder de horizon door tilling, dit is de verticaal ontbonden snelheid van de aarde 15 o/u . cos b. 
Door een richt- en dempingsysteem aan de gyrotol te hangen krijgt men een gyrokompas.